# Birgit Arrhenius
Birgit Arrhenius (geboren als Birgit Klein, 25 augustus 1932) is een Zweeds voormalig archeoloog en emeritus hoogleraar aan de Universiteit van Stockholm. Ze was hoogleraar laboratoriumarcheologie en het eerste hoofd van het Archeologisch Onderzoekslaboratorium van de universiteit. In haar werk heeft ze plaatsen bestudeerd, waaronder Helgö en Mälaren, en ze heeft onderzoek gedaan naar prehistorisch pressblech en cloisonné-werk. Arrhenius is lid van de Koninklijke Zweedse Academie van Wetenschappen en was in 1992 de ontvanger van de Gösta Berg-medaille van het Kungliga Patriotiska Sallskapet (Koninklijk Patriottisch Gezelschap). 

## Carrière

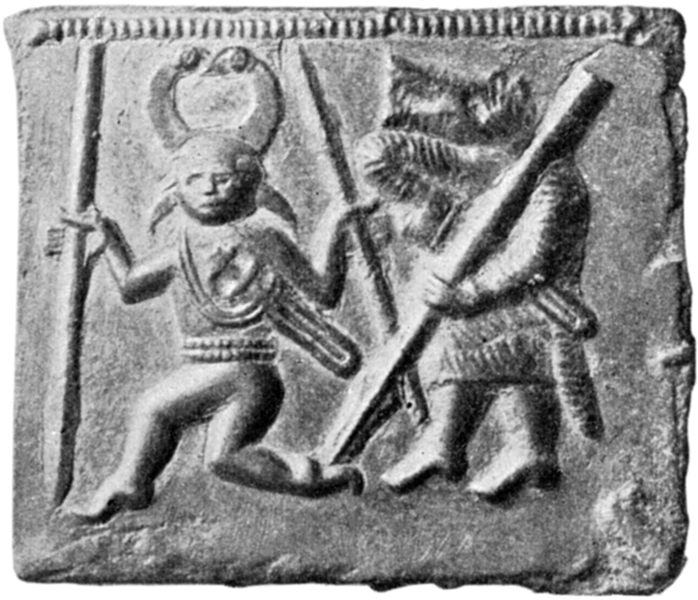
Eén van de vier Torslunda-platen met een gehoornde figuur. Van zijn ontbrekende rechteroog is door Arrhenius aangetoond dat deze is doorgehaald, wat suggereert dat hij Odin is.

Birgit Arrhenius werd op 25 augustus 1932 geboren als Birgit Klein. Ze was een van de zes kinderen van Gerda Klein en haar echtgenoot Oskar Klein, een Zweedse theoretische natuurkundige die lesgaf aan de Universiteit van Stockholm. De familie was krap bij kas, en haar vader weigerde de toekenning van de Orde van de Poolster bijna af totdat de decaan de aanzienlijke kosten van het aankleden voor een dergelijke prijsuitreiking op zich nam.
Arrhenius werd, net als haar vader, professor aan de Universiteit van Stockholm. Ze was van 1986 tot 1998 hoogleraar Laboratoriumarcheologie en was het eerste hoofd van het Archeologisch Onderzoekslaboratorium aan de universiteit, wat werd opgericht in 1976. Ze nam deel aan de opgraving en publicatie van vondsten uit archeologische vindplaatsen in Helgö en Björkö. Een paper uit 1983 suggereerde een heranalyse van de chronologie van de graven in Vendel en in 1992 toonde ze door middel van laserscanning aan dat van een dansende krijger op een van de Torslunda-platen, gegoten bronzen matrijzen die werden gebruikt om helmversieringen te maken, zijn oog was doorgehaald in een mogelijke aanroeping van de eenogige Germaanse god Odin. 
Op 1 oktober 1991 werd Arrhenius verkozen tot de Koninklijke Zweedse Academie van Letteren, Geschiedenis en Oudheden en het jaar daarop ontving ze de Gösta Berg-medaille, bedoeld voor degenen die "buitengewone inspanningen" hebben geleverd op het gebied van cultureel erfgoed, door de Kungliga Patriotiska Sallskapet.  Arrhenius is emeritus hoogleraar aan de Universiteit van Stockholm.